# エルビラ・メネンデス (921没)
エルビラ・メネンデス（スペイン語：Elvira Menéndez, ? - 921年2月20日/10月12日）は、レオン王オルドーニョ2世の最初の妃。

## 生涯
エルビラはガリシア貴族でトゥイおよびポルトの伯エルメネヒルド・グティエレスとその妻エルメセンダ・ガトネスの娘である。父エルメネヒルド・グティエレスはコインブラの再征服に貢献した。892年ごろ、エルビラはアストゥリアス王アルフォンソ3世の息子オルドーニョと結婚した。オルドーニョ2世は最初ガリシアを、914年に兄ガルシア1世が死去した後はレオンを統治した。エルビラは夫とともに多くの特許状を承認した。これらの多くは、ガリシアの貴族や宗教施設、特にサンティアゴ・デ・コンポステーラ大聖堂に対する特権と寄進に関してであった。
エルビラは921年の2月20日から10月12日の間に死去した。サンピロの年代記によると、オルドーニョ2世はサモラにおけるムーア人に対する遠征に成功し戻ったときに彼女の死の知らせを受け、「...痛みは彼の勝利の喜びと同じくらい大きかった」という。エルビラはオビエド大聖堂の王室霊廟に埋葬された。

## 子女
- アルフォンソ4世（890年頃 - 933年）[6] - レオン王
- サンチョ・オルドニェス（英語版）（895年頃 - 929年没）[6] - ガリシア王
- ラミロ2世（898年頃 - 951年）[6] - 兄アルフォンソ4世の退位後にレオン王
- ヒメナ・オルドニェス（935年以降没）[6]
- ガルシア・オルドニェス（934年以降没）[6]